# テレビ動物園
『テレビ動物園』（テレビどうぶつえん）は、1988年1月10日から同年3月27日までテレビ朝日系列局で放送されていた朝日放送製作の動物番組である。放送時間は毎週日曜 10:30 - 10:55 （日本標準時）。

## 概要
毎回様々な動物を紹介していたが、わずか3か月で「閉園」した。
なお、NETテレビで1970年代に放送されていた同名の『テレビ動物園』という番組とは無関係。

## 出演者
- 三田寛子
- 亀井一成（当時神戸市立王子動物園職員）

| テレビ朝日系列 日曜10:30枠                     | テレビ朝日系列 日曜10:30枠                     | テレビ朝日系列 日曜10:30枠                      |
| 前番組                                         | 番組名                                         | 次番組                                          |
| ---------------------------------------------- | ---------------------------------------------- | ----------------------------------------------- |
| ゆらり海遊記 （1987年7月5日 - 1987年12月27日） | テレビ動物園 （1988年1月10日 - 1988年3月27日） | いい話みつけ旅 （1988年4月3日 - 1988年9月25日） |

| スタブアイコン | サブスタブ | この項目は、まだ閲覧者の調べものの参照としては役立たない、テレビ番組に関連した書きかけの項目です。この項目を加筆・訂正などしてくださる協力者を求めています（P:テレビ/PJ:放送または配信の番組）。 |